# Hofmark Gosheim
Die Hofmark Gosheim war ursprünglich eine Hofmark des Klosters Bergen der Benediktinerinnen mit Sitz in Gosheim, heute ein Gemeindeteil von Huisheim im schwäbischen Landkreis Donau-Ries in Bayern.

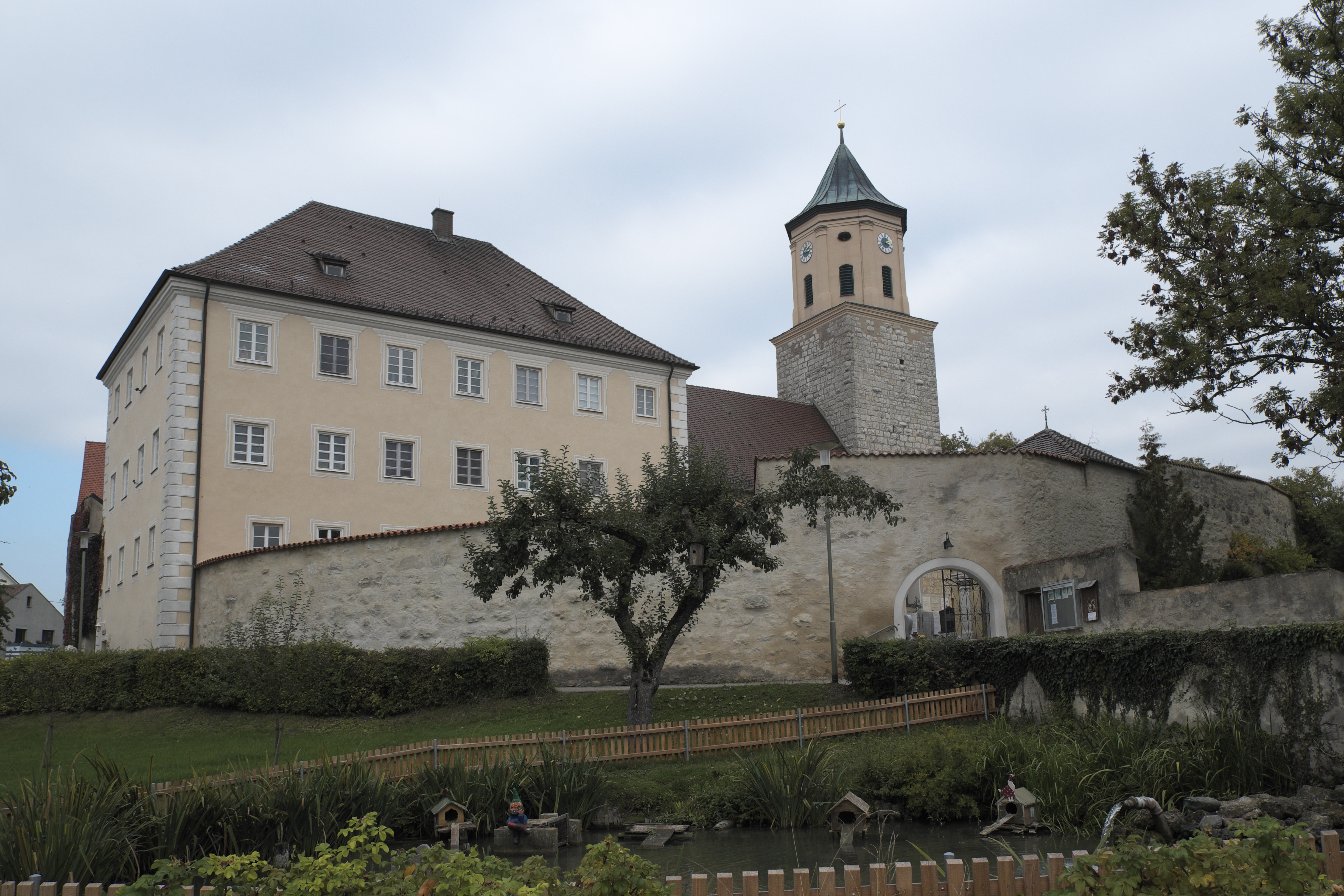
Schloss in Gosheim

Durch Verkauf des Hans von Hirnheim gelangte das Schloss und die Hofmark Gosheim mit allem Zubehör 1520 an Pfalz-Neuburg. Die Herzöge tauschten diese 1529 gegen die Propstei Hersbruck mit dem Kloster Bergen. 
Das Kloster wurde im Jahr 1542 durch Ottheinrich von Pfalz-Neuburg im Zuge der Reformation aufgehoben. Nach der Rekatholisierung schenkte Herzog Wolfgang Wilhelm im Jahr 1638 die Hofmark Gosheim, die die Niedere Gerichtsbarkeit besaß, an das bis 1773 von Jesuiten geführte Seminar Heilig Kreuz in Neuburg an der Donau. 
Auf die niedere Gerichtsbarkeit verzichtete das Seminar 1817. Sie wurde seitdem vom Landgericht Donauwörth ausgeübt. Die Grundherrschaft des Seminars endete 1848.